# Price for Freedom
Price for Freedom è un film del 2015 diretto da Dylan Bank, basato sull'omonimo libro di Marc Benhuri.

## Produzione
Le principali ambientazioni sono state filmate in Iran ma alcune scene sono state girate in Italia, precisamente nei comuni di Cirò e Cirò Marina, in provincia di Crotone.

## Distribuzione
Il trailer è stato pubblicato il 18 febbraio 2015.
Il film è stato distribuito negli Stati Uniti il 29 maggio 2015.